# Eric Bristow
Eric John Bristow (Hackney, 25 aprile 1957 – Liverpool, 5 aprile 2018) è stato un giocatore di freccette inglese, soprannominato 	The Crafty Cockney. È stato uno dei membri fondatori della PDC.

## Carriera
Grazie ai suoi innumerevoli successi nelle maggiori competizioni internazionali e per essere stato a lungo leader della classifica mondiale, Eric Bristow è considerato una leggenda delle freccette.
Ha ottenuto il soprannome "The Crafty Cockney" per via del suo accento cockney. Un'altra sua caratteristica tipica era lo stile di lancio molto particolare con il dito mignolo spalancato.
Durante la sua carriera vanta numerosi trofei tra cui cinque World Championship (1980, 1981, 1984, 1985, 1986), cinque World Masters (1977, 1979, 1981, 1983, 1984), due World Matchplay (1985, 1988), tre British Open (1978, 1981, 1986) e tre World Cup Singles (1983, 1985, 1987).
All'Open svedese del 1987 Bristow si ammalò di dartite, una malattia che causa difficoltà nel lasciare andare la freccia dopo il lancio, causando una perdita di potenza dello stesso. Anche se è stato in grado di superare la malattia nel corso degli anni al punto da riguadagnare la prima posizione nella classifica mondiale nel 1990, non è mai tornato alla sua forma precedente.
Nel 1988, Eric Bristow è stato insignito del titolo di "Giocatore dell'anno". Nel 1989 è stato nominato membro dell'Ordine dell'Impero Britannico (MBE) dalla Regina.
Bristow si è ritirato dalle competizioni nel 2000, ma è rimasto ancora attivo in alcune esibizioni non ufficiali. È considerato il mentore di Phil Taylor.
È deceduto il 5 aprile 2018 durante la nona Giornata della Premier League 2018 a Liverpool a seguito di un attacco cardiaco.

## Palmarès
- Campionato del mondo BDO: 5

1980, 1981, 1984, 1985, 1986
- World Masters: 5

1977, 1979, 1981, 1983, 1984
- British Gold Cup: 1

1980
- British Open: 4

1978, 1981, 1983, 1986
- British Pentathlon: 2

1981, 1989
- Denmark Open: 3

1980, 1984, 1989
- Dry Blackthorn Cider Masters: 3

1984, 1985, 1987
- Camerons Fiesta Open: 1

1979
- Flowers Dartsathlon: 1

1984
- Golden Darts Championship: 2

1979, 1980
- Golden Gate Classic: 1

1980
- Isle Of Man Challenge: 1

1983
- MFI World Pairs: 1

1987
- North American Open: 4

1979, 1983, 1984, 1986
- Pacific Masters: 2

1981, 1986
- PDC World Pairs: 1

1995
- Santa Monica Open: 2

1979, 1980
- Swedish Open: 3

1979, 1981, 1982
- Tokyo World Darts Grand Prix: 1

1988
- WDF World Cup Singles: 4

1983, 1985, 1987, 1989
- WDF Europe Cup Pairs: 2

1978, 1986
- WDF World Cup Pairs: 6

1977, 1979, 1983, 1985, 1987, 1989
- World Champion Super Challenge: 1

1984